# 奈耶诺德大学
奈耶诺德大学，也有叫奈耶诺德商业大学，奈尔诺德大学或者奈因诺德大学，是一所位于乌得勒支省布勒克伦的全荷兰唯一一所私立商业大学，以其商科MBA项目闻名。成立于1946年，位于阿姆斯特丹和乌得勒支之间的其中一个高速路出口旁边。学校远离市区，清静幽雅，密林环绕，小溪流淌。

## 国际排名
2013年金融时报欧洲商学院总体排名第35位。其中2014年高管教育开放项目第48名，自定义项目第76名。管理硕士项目在全球管理硕士排名中名列第64位。

## 画廊

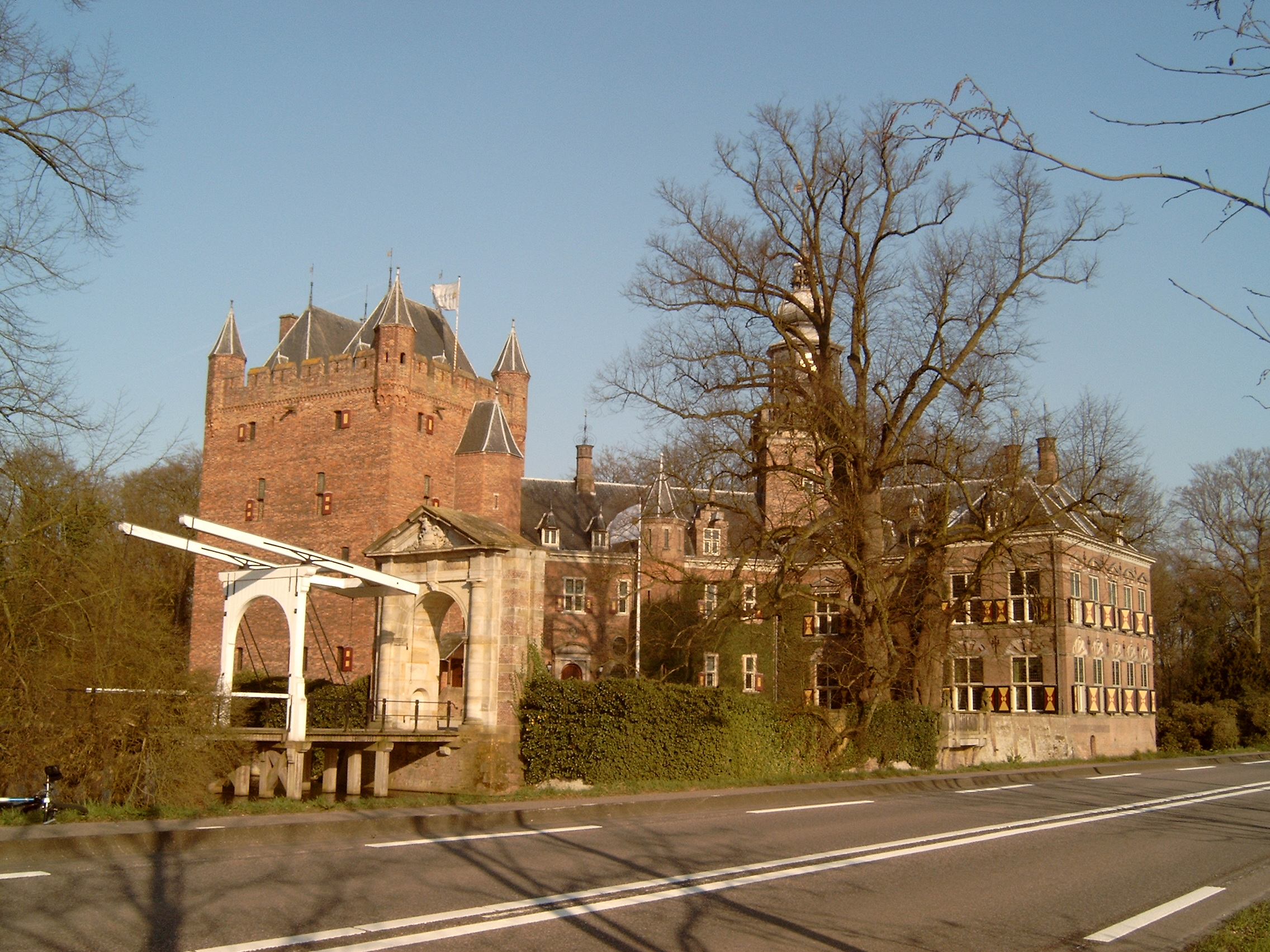
奈耶诺德大学城堡
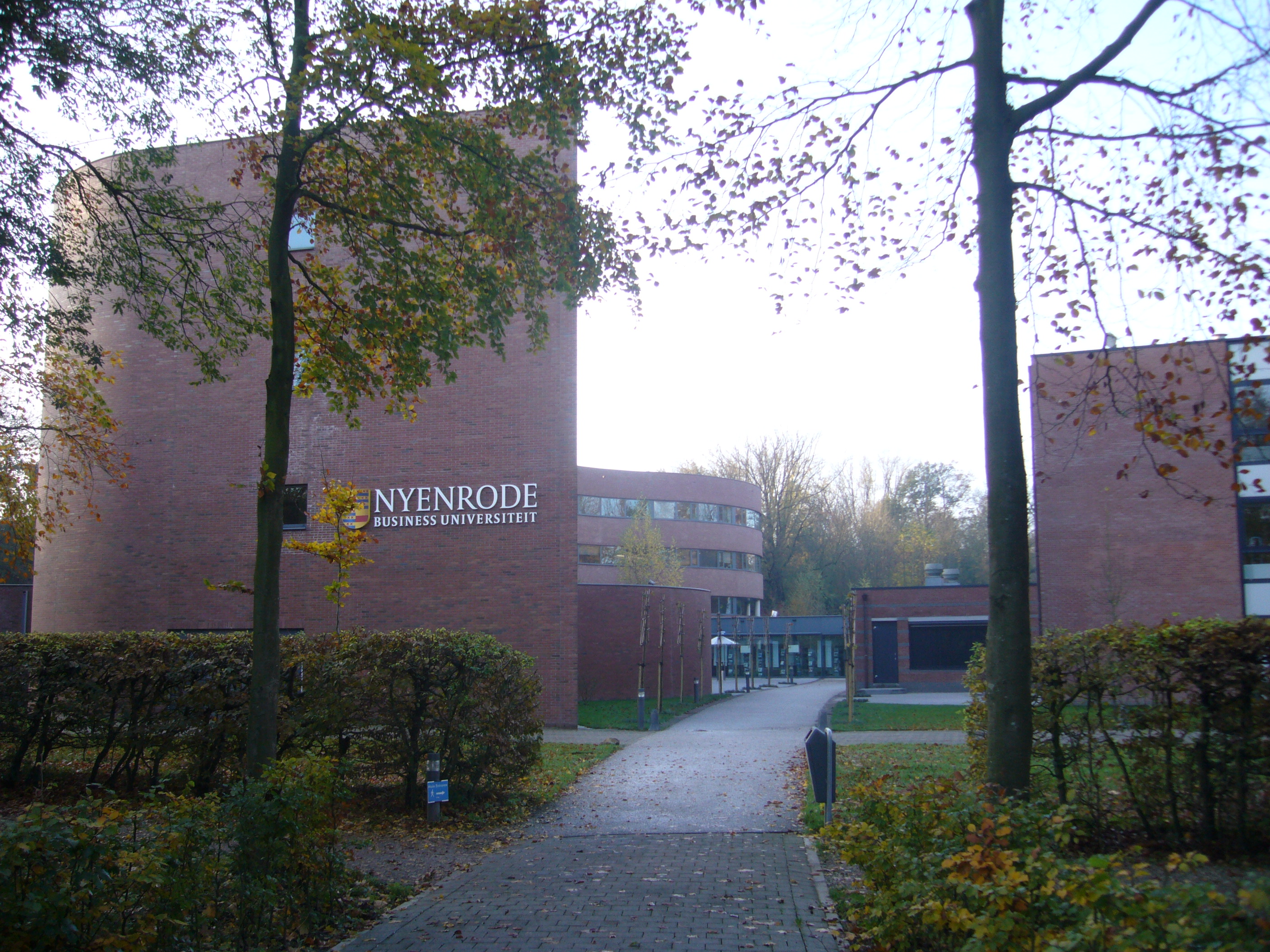
教学楼

## 著名校友
- 安东尼•伯格曼斯，联合利华前董事长
- 维姆·科克，荷兰前首相